# Martin Statius
Martin Statius, né en 1589 à Naugard et mort le 12 mars 1655 à Dantzig, est un théologien protestant allemand.

## Biographie
Martin Statius est le fils du bourgmestre de Naugard Andreas Statius.
Après son diplôme à l'université de Wittemberg, Statius devient diacre à l'église Saint-Jean de Gdańsk en 1617, prend sa retraite en 1653 et meurt à l'âge de 66 ans.
Statius écrit de nombreux écrits théologiques, mais se fait connaître principalement grâce à des recueils. En 1626, il présente une compilation de citations de Martin Luther (Lutherus redivivus), dans lequel il prouve l'accord de Luther avec la vision mystique de Johann Arndt sur l'union du croyant avec le Christ et l'exigence d'une foi efficace dans le vie sainte recherchée. Il est réimprimé au XIXe siècle (également dans une traduction danoise en 1761) et influence la compréhension de Luther par August Hermann Francke. En 1636, il organise un recueil complet de traités du pasteur de Salzwedel Stephan Praetorius sous le titre Geistliche Schatzkammer der Gläubigen (Trésor spirituel des Fidèles), qui est réimprimé à plusieurs reprises au XIXe siècle et a une grande influence, mais est également attaqué à plusieurs reprises par des théologiens luthériens orthodoxes (comme Abraham Calovius, Konrad Tiburtius Rango). Dès 1636 et de nouveau en 1643, Statius doit se justifier devant le ministère spirituel de Dantzig.
Son ouvrage Pars prior postillae patrum super evangelia dominicalia, per quaestiones est mis à l’Index librorum prohibitorum par décret le 19 septembre 1718.